# Neivamyrmex impudens
Neivamyrmex impudens es una especie de hormiga guerrera del género Neivamyrmex, subfamilia Dorylinae. Esta especie fue descrita científicamente por Mann en 1922.